# 坎皮利亚-代贝里奇
坎皮利亚-代贝里奇（義大利語：Campiglia dei Berici），是意大利威尼托大区维琴察省的一个市镇。总面积10平方公里，人口1787人，人口密度178.7人/平方公里（2009年）。国家统计（ISTAT）代码为024022。